# Waller Flachteiche
Die Waller Flachteiche sind ein Naturschutzgebiet in der niedersächsischen Stadt Verden (Aller) und der Gemeinde Kirchlinteln im Landkreis Verden.

## Allgemeines
Das Naturschutzgebiet mit dem Kennzeichen NSG LÜ 338 ist rund 22,7 Hektar groß. Das 5,31 Hektar große FFH-Gebiet „Sandgrube bei Walle“ ist Bestandteil des Naturschutzgebietes. Im Süden grenzt das Naturschutzgebiet an das Landschaftsschutzgebiet „Poggenmoor“. Das Gebiet steht seit dem 1. Dezember 2018 unter Naturschutz. Zuständige untere Naturschutzbehörde ist der Landkreis Verden.

## Beschreibung
Das Naturschutzgebiet liegt nordöstlich von Verden (Aller). Es stellt mehrere flache Stillgewässer einer ehemaligen Sandgrube unter Schutz. In den Gewässern bzw. in ihren Uferbereichen siedeln Strandlings- und Zwergbinsengesellschaften. Die teilweise periodisch austrocknenden Gewässer sind in zunehmend mit Moorbirke verbuschtem Pionierrasen eingebettet. Sie beherbergen Feine Armleuchteralge, Schimmernde Glanzleuchteralge, Wechselblütiges Tausendblatt, Gewöhnlichen Wassernabel, Flutenden Sellerie, Sechsmännigen Tännel und Kleine Seerose. Kleinflächig sind noch Schnabelriedvegetation mit Rundblättrigem Sonnentau, Sumpfbärlapp und torfmoosreichen Binsenrieden, feuchte Sandheiden und Gebüsche aus Grau- und Ohrweide zu finden. Weiterhin siedeln im Naturschutzgebiet Späte Gelbsegge, Fadenbinse, Wasserdickblatt und Kleiner Baldrian. Trockenere Standorte sind teilweise verbuscht, teilweise siedeln hier Magerrasen und Besenheide. Teilflächen sind als extensiv genutztes, artenreiches Grünland ausgeprägt. Insbesondere im Süden des Schutzgebietes stocken Laubmischwälder. Das Nadelkraut ist als Neophyt in das Gebiet eingewandert.
Das Naturschutzgebiet ist Lebensraum verschiedener Amphibien, darunter Kammmolch, Teichmolch, Knoblauchkröte, Kreuzkröte, Erdkröte, Moorfrosch und Grasfrosch.
Das Naturschutzgebiet wird vom Naturschutzbund Deutschland betreut. Es wird im Nordwesten von der Kreisstraße zwischen Walle und Holtum (Geest) begrenzt. Im Südosten verläuft ein Wirtschaftsweg.